# Okres Feldkirchen
Okres Feldkirchen je od roku 1982 správním okresem v rakouské spolkové zemi Korutany. Centrem okresu je město Feldkirchen. V lednu 2015 žilo v okresu 30 056 lidí.

## Poloha, popis
Okres leží v Gurktalských Alpách (Gurktaler Alpen) na severu Korutan, kde sousedí se spolkovou zemí Štýrskem (Steiermark). Rozkládá se v horní části údolí a rozšiřuje se na jihovýchod do Klagenfurtské kotliny (Klagenfurter Becken) a na jihozápad až k Ossiašskému jezeru (Ossiacher See). Rozloha okresu je 559 km².
Je druhým nejmenším okresem v Korutanech.
Sousedními okresy jsou: Murau na severu, St. Veit an der Glan na východě, Klagenfurt na jihovýchodě, Klagenfurt-venkov na jihu, Villach a Villach-venkov na jihozápadě a Spittal an der Drau na západě.
Okres je složen z 10 obcí (počet obyvatel ke dni 1. 1. 2002):

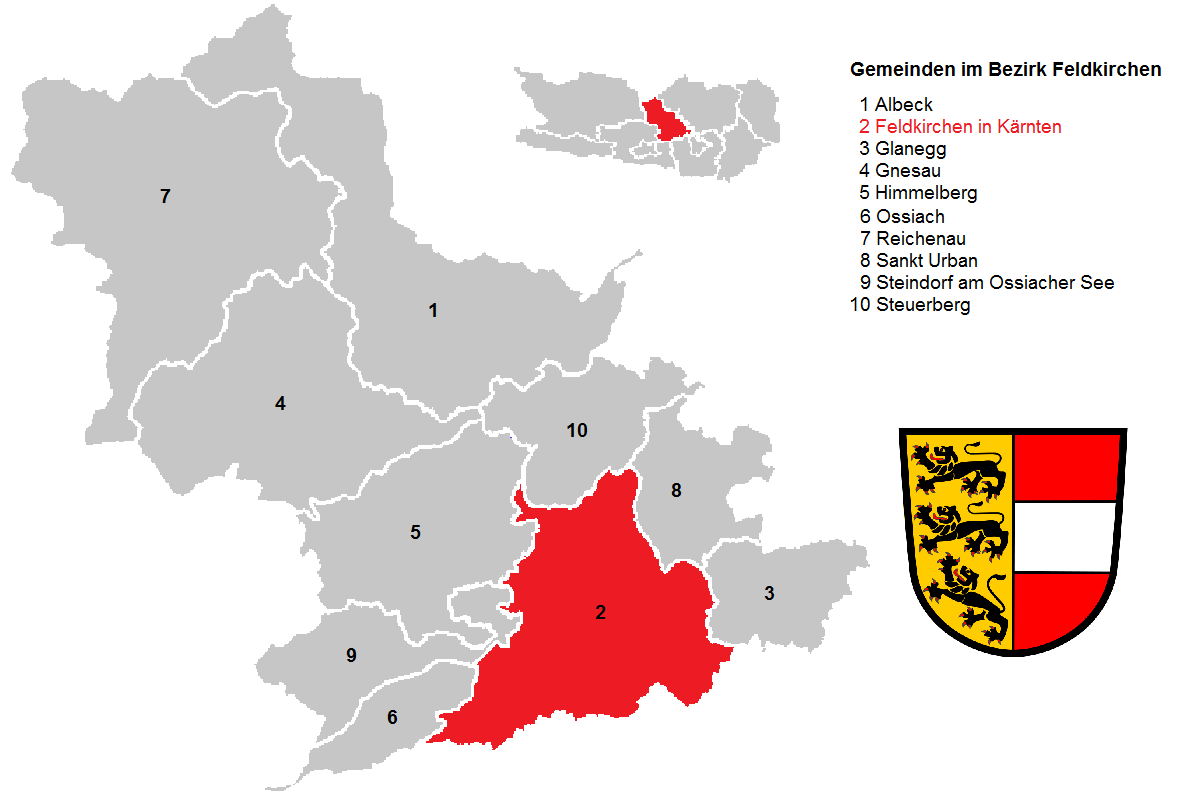
Obce v okresu Feldkirchen

| P.č. | Jméno                      | Typ obce | Počet obyvatel | Rozloha v km² |
| ---- | -------------------------- | -------- | -------------- | ------------- |
| 1    | Albeck                     | vesnice  | 1034           | 99,48         |
| 2    | Feldkirchen in Kärnten     | město    | 14269          | 77,53         |
| 3    | Glanegg                    | vesnice  | 1905           | 25,18         |
| 4    | Gnesau                     | vesnice  | 1078           | 78,57         |
| 5    | Himmelberg                 | vesnice  | 2316           | 56,88         |
| 6    | Ossiach                    | vesnice  | 719            | 17,37         |
| 7    | Reichenau                  | vesnice  | 1845           | 113,99        |
| 8    | Sankt Urban                | vesnice  | 1531           | 27,24         |
| 9    | Steindorf am Ossiacher See | vesnice  | 3707           | 29,55         |
| 10   | Steuerberg                 | vesnice  | 1652           | 32,78         |